# Tabanus effilatus
Tabanus effilatus är en tvåvingeart som beskrevs av Schuurmans Stekhoven 1926. Tabanus effilatus ingår i släktet Tabanus och familjen bromsar. Inga underarter finns listade i Catalogue of Life.